# Indigofera thothathri
Indigofera thothathri är en ärtväxtart som beskrevs av Munivenkatappa Sanjappa. Indigofera thothathri ingår i släktet indigosläktet, och familjen ärtväxter. Inga underarter finns listade i Catalogue of Life.